# 巴莱藏
巴莱藏是葡萄牙贝雅区的一个堂区。总面积138.25平方公里，总人口1056人，人口密度7.6人/平方公里。